# Ti spacco la faccia
Ti spacco la faccia è il primo singolo del Gabibbo, il pupazzo ideato da Antonio Ricci, pubblicato nel 1990 dall'etichetta discografica EMI Italiana.

## Descrizione
Il singolo, che era la sigla finale dell'edizione 1990-91 di Striscia la notizia, ottenne un ottimo successo di pubblico risultando all'undicesimo posto nella classifica annuale dei dischi più venduti in Italia.

## Tracce
1. Ti spacco la faccia (Mix Version) – 5:01
2. Ti spacco la faccia (Acapella) – 2:35
3. Ti spacco la faccia (Single Version) – 3:40
4. Pesto ti pesto – 3:50